# Scrophularia olympica
Scrophularia olympica — вид квіткових рослин родини ранникових (Scrophulariaceae).

## Біоморфологічна характеристика
Це багаторічна рослина. Рослина 10–60 см заввишки, гола. Стебла численні, чотиригранні, прості, б. ч. червонувато-чорнуваті. Листки на ніжках, жовтувато-зелені, довгасті чи довгасто-яйцеподібні, 1.5–8.5 × 1–4.5 см, перистонадрізані, ліроподібно-розсічені, надрізано-зубчасті або сильно розсічені. Квітки у пірамідальному суцвітті 2.5–10 см завдовжки. Чашечка гола, 3–3.5 мм завдовжки. Віночок жовтуватий, 4.5–5 мм завдовжки. Коробочка куляста, 5 × 4 мм, гола, гостра.

## Поширення
Іран, Крим, Північний Кавказ, Південний Кавказ, Туреччина.